# Beaumontia
Beaumontia es un género de fanerógamas de la familia Apocynaceae. Contiene 27 especies.

## Descripción
Son arbustos escandentes o lianas; tallos con secreción lechosa, pubescentes a glabrescentes. Hojas opuestas, sin coléteres en el nervio central del haz, glabras, glabrescentes o variadamente pubescentes, sin domacios. Inflorescencias cimosas, axilares, terminales o subterminales, con pocas a muchas flores; brácteas usualmente conspicuas. Flores con un cáliz de 5(6) sépalos, los sépalos iguales, con varios coléteres diminutos y fusiformes, en la base de la cara adaxial; corola infundibuliforme, sin estructuras coronales accesorias, la parte inferior del tubo usualmente recto, no inflado basalmente, el limbo actinomorfo, la estivación dextrorsa; estambres incluidos, las anteras conniventes a la cabeza estigmática y formando un cono, los filamentos largos y evidentes; gineceo 2-carpelar, los óvulos numerosos; cabeza estigmática fusiforme o con forma de cono; nectario irregularmente lobulado. Frutos en folículos apocárpicos, cilíndricos o elipsoidales, glabros a glabrescentes; semillas numerosas, comosas y truncadas en el ápice micropilar.

## Distribución
Es originaria de las regiones tropicales de Asia, principalmente del sur de China.

## Taxonomía
El género  fue descrito por Nathaniel Wallich y publicado en Tentamen Florae Napalensis Illustratae 14, pl. 7. 1824.

## Especies seleccionadas
- Beaumontia brevituba Oliv.
- Beaumontia brevituha Oliv. & Tsiang
- Beaumontia campanulata K.Schum.
- Beaumontia fragrans Pierre & Pit.
- Beaumontia grandiflora Wall.